# Alexei Feofilaktowitsch Charitidi
Alexei Feofilaktowitsch Charitidi (russisch Алексей Феофилактович Харитиди; * 26. Januar 1957 in Swerdlowsk, Sowjetunion) ist ein russischer Animator.

## Leben
Charitidi studierte zunächst bis 1980 an der Staatlichen Akademie für Architektur und Kunst des Uralgebiets in Swerdlowsk Architektur. Er brachte sich erste Animations-Kenntnisse selbst bei und arbeitete ab 1987 beim Studio Swerdlowsk als Animator. Er besuchte später das Advanced Institute for Scriptwriters and Film Directors in Moskau, das er 1994 im Fach Animation abschloss. Zu seinen Lehrern zählte Eduard Nasarow. Im Abschlussjahr veröffentlichte Charitidi den Kurzfilm Gagarin über eine Schmetterlingsraupe, die vom Fliegen träumt, jedoch nach einer turbulenten Flugreise in einem Federball von Flugangst und Übelkeit geplagt wird und ihr neues Dasein als Schmetterling deprimiert akzeptiert. Gagarin wurde mehrfach ausgezeichnet und erhielt 1996 eine Oscarnominierung in der Kategorie Bester animierter Kurzfilm.
Bis 1998 lebte und arbeitete Charitidi in Moskau und zog anschließend nach Kanada. Er ließ sich in Montreal nieder und war zunächst bis 2004 für Michael Mills Productions im Werbeanimationsbereich tätig. Weitere Werbefilme entstanden von 2004 bis 2007 bei Sardine Productions und von 2002 bis 2009 für das Studio Pascal Blais. Seit 2008 ist Charitidi bei Little Animation in Montreal als Animator tätig. Neben Werbefilmen animiert er auch Kurzfilme und Fernsehserien. Waren seine Filme zunächst handanimiert, entstehen aktuellere Werke wie Darts in the Snow (2007) in Flash-Animation.

## Filmografie
- 1987: Switchman (Стрелочник)
- 1992: The Cranks. The Evening Exercise (Вечерний моцион)
- 1994: Gagarin (Гагарин)
- 1994: Shakespeare: The Animated Tales (TV-Serien, eine Folge)
- 1998: Once By The Blue Sea (Однажды у синего моря)
- 2003: Creepschool (TV-Serie)
- 2006: Skitterville (TV-Serie, Pilotfilm)
- 2007: Darts in the Snow

## Auszeichnungen (Auswahl)
- 1995: Goldene Palme, Bester Kurzfilm, für Gagarin
- 1995: Publikumspreis, Festival d’Animation Annecy, für Gagarin
- 1996: Oscarnominierung, Bester animierter Kurzfilm, für Gagarin
- 1996: Craft Prize und Gordon Bruce Award for Humor, Ottawa International Animation Festival, für Gagarin